# Шевченковское (Краснодарский край)
Шевченковское (ранее — Плоский) — село в Крыловском районе Краснодарского края. Административный центр Шевченковского сельского поселения.

## Варианты названия
- Плоский,
- Плосская[2].

## География
Расположено на берегу Староминского водохранилища.

### Улицы
- ул. Свердликова,
- ул. Северная,
- ул. Степная.

## История
В 1963 году указом Президиума Верховного Совета РСФСР хутор Плоский переименован в село Шевченковское Павловского сельского района.

## Население
| 2002  | 2010  | 2012  | 2013  | 2014  | 2015  | 2016  |
| ----- | ----- | ----- | ----- | ----- | ----- | ----- |
| 1365  | ↘1281 | ↘1271 | ↘1264 | ↗1295 | ↗1315 | ↗1326 |
| 2017  | 2018  | 2019  | 2020  | 2021  | 2023  |       |
| ↘1317 | ↗1325 | ↘1321 | ↗1324 | ↘1165 | ↘1144 |       |